# 市中区 (重庆市)
重庆市市中区，旧区名。1955年由重庆市第一区改置。在今重庆市区中部。1995年3月与沙坪坝区部分区域合并，改置为重庆市渝中区。曾为中共中央西南局、西南军政委员会、西南行政委员会、西南军区驻地，并一直是重庆市党政机构驻地。区人民政府驻和平路西段原五福街南侧。

## 区划沿革
- 1950年6月，重庆市人民政府将原重庆市第一区至第七区命名为第一区（原第一区至第八区均位于今渝中区境内）。
- 1955年11月，第一区更名为市中区，下辖37个街道办事处。
- 1965年调整为下辖21个街道办事处：七星岗、朝天门、望龙门、储奇门、千厮门、临江门、南紀门、大阳沟、大溪沟、较场口、两路口、王家坡、石板坡、捍卫路、民生路、李子坝、菜园坝、解放碑、上清寺、西三街、张家花园。
- 1987年5月再次进行调整：李子坝街道并入上清寺街道、西三街街道并入望龙门街道、捍卫路街道并入七星岗街道、千厮门街道并入朝天门街道、临江门街道与大阳沟街道并入解放碑街道、石板坡街道并入菜园坝街道、民生路街道并入较场口街道、张家花园街道并入大溪沟街道、储奇门街道并入南纪门街道。调整后共辖11个街道办事处：七星岗、较场口、解放碑、朝天门、望龙门、南纪门、菜园坝、两路口、王家坡、上清寺、大溪沟。[3]
- 1995年3月，经国务院批准，撤销重庆市市中区，设立重庆市渝中区，辖原市中区所辖11个街道办事处和原属沙坪坝区的大坪、化龙桥2个街道办事处。[4]